# بیمارستان حافظ (شیراز)
بیمارستان حافظ شیراز واقع در استان فارس، شهر شیراز بیمارستانی است دانشگاهی و درمانی وابسته به دانشگاه علوم پزشکی شیراز با ۱۶۵ تخت ثابت که در سال ۱۳۴۹ خورشیدی تأسیس گردید.

## بخش های بیمارستان[۲]
- زایشگاه
- اورژانس
- NICU
- فوق تخصصی ـ داخلی روماتولوژی
- اعصاب بزرگسال
- زنان و زایمان۲
- POSTNICU
- زنان و زایمان ۱
- اعصاب نوجوان
- لیبر، فتوتراپی
- اتاق عمل زنان
- واحدهای پاراکلینیکی و درمانگاهی